# Bence Mátyássy
Bence Mátyássy (ur. 19 lutego 1981 roku w Budapeszcie) – węgierski aktor filmowy i teatralny.
W 2007 roku ukończył studia w Akademii Sztuk Teatralnych i Filmowych w Budapeszcie na wydziale muzyki i aktorstwa, pod kierunkiem Tamása Aschera i Eszter Novák. Obecnie członek krajowej trupy teatralnej. Jeden z założycieli towarzystwa HOPPart. 

## Filmografia

### Filmy fabularne
- 2003: Rinaldó jako Aladár
- 2003: Kontrolerzy (Kontroll) jako Gyalogkakukk (Bootsie)
- 2009: 1 jako młody agent
- 2010: Utolér jako Rookie